# A Tokyo Siren
A Tokyo Siren è un film muto del 1920 diretto da Norman Dawn. La sceneggiatura di Doris Schroeder si basa su Sayonara, un racconto di Gwendolyn Logan di cui non si conosce la data di pubblicazione.

## Trama
Trovandosi in Giappone per il suo lavoro, il dottor John Niblock si trova ad assistere Asuti Hishuri, una giovane sposa che ha perso i sensi durante la cerimonia di nozze. Viene così a sapere che la ragazza è forzata a un matrimonio senza amore. Niblock, allora, in un gesto di generosità, si offre di sposarla lui, di portarla negli Stati Uniti e di renderle la libertà.
L'arrivo a San Francisco del medico con la moglie giapponese provoca la disperazione della fidanzata di Niblock. Asuti ora si rende conto di essersi innamorata di Ito, il segretario del marito, e offre a Niblock l'occasione per poter chiedere il divorzio, facendosi sorprendere sola con Ito. Il divorzio arriva e tutte e due le coppie possono felicemente convolare a giuste nozze.

## Produzione
Il film fu prodotto dall'Universal Film Manufacturing Company.

## Distribuzione
Distribuito dall'Universal Film Manufacturing Company, il film uscì nelle sale cinematografiche statunitensi nel giugno 1920.
Non si conoscono copie ancora esistenti della pellicola che viene considerata presumibilmente perduta.